# マレフィセント (映画)
『マレフィセント』（Maleficent, [məˈlɛfɪsənt]）は、ロバート・ストロンバーグ監督、ウォルト・ディズニー・ピクチャーズ製作、ポール・ディニとリンダ・ウールヴァートン脚本による2014年のアメリカ合衆国のダーク・ファンタジー映画である。主役とはいえ、悪役にアンジェリーナ・ジョリーを起用したこの映画は1959年のディズニーのアニメーション映画『眠れる森の美女』のリメイクとなっており、マレフィセントの視点から物語が描かれる。撮影は2012年6月18日より始まり、北米公開は2014年5月30日。
『アリス・イン・ワンダーランド』、『アバター』、『オズ はじまりの戦い』などでプロダクションデザイナーを務めたストロンバーグの監督デビュー映画である。

## ストーリー
物語の語り部が、「みなさんもよく知っている物語を、私が改めてお話しましょう」と語り、映画は幕を開ける。
舞台はヘンリー王が支配する人間の王国と、隣接する平和な妖精の国。この二つの国は対立が続き、これを統一できるのは英雄か、邪悪なもののどちらかであると言われていた。妖精の国ムーア国に住む翼を持つ妖精の少女マレフィセントはある日妖精の国に入り込んだ人間の少年・ステファンと出会う。やがて二人は恋に落ち、ステファンはマレフィセントの16歳の誕生日に「真実の愛のキス」を捧げる。しかし、その愛は永遠のものとはならなかった。ステファンの心がマレフィセントから離れ、人間界の野望へと向かったからである。時は流れ、妖精の国に侵略戦争を仕掛けたヘンリー王はマレフィセント率いる妖精の兵士たちに返り討ちにあい退避する。重傷を負い寝たきりとなったヘンリー王は、マレフィセントを討った者に娘の王女を与え次代の王とすると宣言する。野心を抱き、兵士として平民から王の側近にまで成り上がっていたステファンは、マレフィセントを騙して近づき、薬で眠らせて殺そうとするが、そこまではできずに代わりに彼女の翼を切り落とし、王の元に届け次期王の座を勝ち取る。
恋人の裏切りを知り、強力な武器でもある翼を失ったマレフィセントは悲嘆に暮れるが、杖を手に立ちあがり、人間に捕らわれ殺されかけていたカラスのディアヴァルを人間に変身させ、忠実な下僕として使役する。カラスの姿で人間の世界を偵察するディアヴァルは、ステファンが王に即位し、王妃との間に王女のオーロラが生まれたことをマレフィセントに伝える。オーロラの洗礼式が城で行われ、3人の妖精が贈り物を与えようとしたその時、マレフィセントがその場に現れ、オーロラに「16歳の誕生日の日没までに糸車に指を刺され死の眠りにつく」という呪いをかける。許しを乞うステファンに対し、マレフィセントは「真実の愛のキス」によって呪いが解かれるであろうと告げる。しかしマレフィセントは真実の愛などないと考えており、つまりそれは絶対に解けない呪いであった。
ステファンは国中の糸車を集めて燃やし地下室に閉じ込め、さらにオーロラを3人の妖精に預け城外で身分を隠して養育させる。しかし妖精たちは人間の子育てについて全く知識がなく、「これでは（呪いが効果を発揮する前に）死んでしまう」と見ていられなくなったマレフィセントはディアヴァルとともに魔法で乳を与え成長を見守り続ける。オーロラは健やかに赤子から少女へと成長し、マレフィセントに対面する。オーロラは幼い頃からマレフィセントの存在を感じていたと語り、彼女を「フェアリーゴッドマザー」（妖精の代母）と呼んで心から慕う。マレフィセントはオーロラをたびたび妖精の国へと連れて行くようになり、森の妖精たちとともに遊ぶ楽しい日々を過ごす。マレフィセントは後悔し、彼女への呪いを解こうとするが不可能であった。
オーロラは、ステファンに挨拶するため旅に出ていた隣国の王子フィリップと出会う。
やがて16歳を前にしたオーロラは一人立ちを考え、家を出てマレフィセントと暮らしたいと考える。3人の妖精は拒絶し、彼女の父が生存していることまで口を滑らせてしまう。オーロラが両親は死んだと言っていたにもかかわらず、父がいるのはどういうことかと問う。結局、自分の出自と呪いの内容を聞かされたオーロラは、マレフィセントを問い詰め、慕っていた彼女が呪いをかけたという真実を知り、嘆きつつ城へ向かう。
この頃にはステファンは呪いを恐れるあまり心を病んで暴君となり、病に倒れた王妃の死も看取らず、マレフィセントの弱点である鉄製の武器を作らせることに執着しており、城に帰ってきたオーロラもすぐに部屋に閉じ込めてしまうが、すぐに抜け出してしまう。
オーロラは呪いが成就して眠りにつく。
マレフィセントはオーロラに恋をしたフィリップのキスが彼女を救うと信じ彼を城へ運ぶ。3人の妖精は城内に入り込んだフィリップをオーロラの元に連れてゆくが、彼のキスは呪いを解けなかった。激怒した妖精達とフィリップが口論している中、絶望したマレフィセントはオーロラの枕元で彼女への愛を語り、自分の命のある限り彼女を守ることを誓って、その額にキスをする。するとその真実の愛によってオーロラは目覚める。二人は城を出ようとするが、マレフィセントは、鉄の網をかけられ、鉄器を持つ兵士たちが現れ、襲撃される。マレフィセントは、ディアヴァルをドラゴンに変えて応戦するが、追い詰められる。
一方、オーロラは城内で閉じ込められているマレフィセントの翼を発見し解放すると、翼はマレフィセントの背に戻る。反撃し兵を倒したマレフィセントはステファンを塔の上に追いつめた。しかしステファンを殺さずに飛び去ろうとすると、その隙にステファンが再び襲いかかり、もつれたあげくマレフィセントは間一髪で生存しステファンはそのまま塔の上から転落死する。
後に、王国と妖精の国は統一され、オーロラはマレフィセントとディアヴァル、フィリップの見守る中2つの国の女王となる。物語の語り部が、自身が「眠れる森の美女」すなわちオーロラであることを明かし、伝説とは違い、英雄でも邪悪なものでもなく、そのどちらでもあるマレフィセントこそが2つの国を統一したのだと語って映画は幕を閉じる。

## 登場人物
マレフィセント
本作の主人公にしてタイトル・ロール。『眠れる森の美女』のヴィラン。
かつては心優しく、強い力と翼を持つ妖精であり、ヘンリー王の侵攻から妖精の国を護っていたが、幼い頃に知り合い恋に落ちたステファンの裏切りによって翼を奪われ、冷たい心を持つようになった。王位に着いたステファンの産まれたばかりのオーロラ姫に「16歳の誕生日までに糸車の針に刺され、目覚めぬ眠りを迎える」呪いをかける。同時に呪いには「誰にも解けない」「真実の愛のキスが呪いを解く」という条件も付いていた。
3人の妖精のあまりに出鱈目な子育てを見るに堪えかね影から支援し、オーロラが崖から転落死しそうなときもこっそり魔法で助けている。オーロラと対面した後は、慕ってくるオーロラと接する内に本来の優しさを取り戻し、オーロラの妖精たちや動物にも優しく、愛される姿に呪いの心も解けていく。
本作では『眠れる森の美女』や『キングダムハーツシリーズ』で純粋な悪として描かれたのとは対照的に元は心優しい人物で悪役と化したのも愛する者からの裏切りによるものであり、オーロラとの出会いを通じて改心をしていくキャラクターとして描かれている。また、オーロラに呪いをかけた理由も、「眠れる森の美女」では「オーロラの洗礼式に招待されなかった事に対する腹いせ」とされていたが、本作では「王位を手に入れる為に自分を裏切ったステファンへの復讐」となっている。
オーロラ姫
『眠れる森の美女』のヒロイン。ステファン王の娘。マレフィセントの呪いから逃れるため、ステファン王の命により森の中で3人の妖精に育てられる。
森でマレフィセントと出会い、彼女を「フェアリーゴッドマザー」と呼び慕うようになる。
16歳の誕生日の前日に3人の妖精から全てを聞き、自分に呪いをかけた人物がフェアリーゴッドマザー=マレフィセントと知り、哀しみの中で自ら父ステファン王の下へと向かう。16歳の誕生日が過ぎるまでステファンに城の部屋に閉じ込められるが、呪いに導かれるよう城の地下の糸車に自ら指を刺し、醒めない眠りに落ち、呪いを成就させてしまうもオーロラを想うマレフィセントのキスによって目を覚ます。
ステファン王
オーロラ姫の父。かつては平民で、城で暮らすことを夢見ていた。両親は幼少の頃に亡くなっており、少年の頃に妖精の国でマレフィセントと出会い恋に落ちるが、成長するにつれ野心に目覚め疎遠となる。ヘンリー王が後継者選びの条件として出した「魔女（マレフィセント）を退治すること」に野心を掻き立てられる。しかし、マレフィセントの命を奪うことまでは出来ず、翼を奪った。その翼を「魔女を殺した証拠」として見せたことにより、ヘンリー王から評価され王女と結婚、王位を継ぐことになる。
しかし、マレフィセントが復讐に来ることを恐れ続け、それは娘・オーロラの誕生で現実のものとなった。
呪いを成就させないために国中の糸車を集めて破壊し、森の中でオーロラを3人の妖精に育てさせると共に、マレフィセントを倒そうと兵を茨の森に送ったり、マレフィセントの弱点である鉄の武器を鍛えるため国中の鍛冶屋を集めて武具を作らせた。また、オーロラに呪いをかけたマレフィセントへの憎しみを徐々に募らせていき、鍛冶屋達を徹夜させて、ほとんど休ませずに働かせたり、16歳の誕生日の前日に城に戻ったオーロラを部屋に閉じ込める等、横暴な態度をとるようになり、妻の死にも冷淡な態度をとった。
ある意味で本作の出来事の元凶で、真の悪役とも言えるキャラクターである。
フィリップ王子
隣国の王子。ステファン王に謁見する途中、森の中で道に迷いオーロラ姫と出会い、恋に落ちる。しかしオーロラ姫の呪いを解く真実の愛のキスにはならず、妖精たちから偽物呼ばわりされる。
ディアヴァル
マレフィセントの手下のカラス。人間に捕えられていたところをマレフィセントに助けられ、彼女に仕える。マレフィセントの魔法により人間や狼、馬など自在に姿を変える。カラスの姿を至高と考えており、同じ二本足の人間はともかく、犬(本当は狼)に変身させられたときは文句を言っていたが、マレフィセントは「犬ではなくて狼よ」と取り合わなかった。最後の城内での戦いでは、ドラゴンに変身させられる。
ノットグラス・シスルウィット・フリットル
3人の妖精。ステファン王の命令で、オーロラ姫を16歳の誕生日まで育てることになるが、その実、子育てにはまったく適性が無い。ノットグラスは赤いドレスをまとった太った老婆。シスルウィットは青いドレスをまとった痩せた背の高い老婆。フリットルは緑色のドレスをまとった若い美女。ノットグラスとシスルウィットは自己中心的な上にヒステリックで喧嘩が絶えない。フリットルはおっとりしていて常識的だが二人によく八つ当たりされる。
『眠れる森の美女』の妖精とは名前が異なる。
ヘンリー王
妖精の国と敵対している人間の国の王。妖精の国に侵攻した際に、マレフィセントに返り討ちにあい、瀕死の重傷を負う。「『戦に敗れた王』という汚名を残したまま死ぬわけにはいかない」として、自身の後継者に「魔女（マレフィセント）を倒し王の復讐を果たすこと」を条件に出し、これを受けたステファンがマレフィセントの翼を奪ってきたことで、ステファンと娘を結婚させ、王位を譲った。
マレフィセントが豹変する原因を作った張本人。

## キャスト
| 役名                         | 俳優                              | 日本語吹替            |
| ---------------------------- | --------------------------------- | --------------------- |
| マレフィセント               | アンジェリーナ・ジョリー          | 深見梨加              |
| オーロラ                     | エル・ファニング                  | 上戸彩                |
| ステファン王                 | シャールト・コプリー              | てらそままさき        |
| フィリップ王子               | ブレントン・スウェイツ            | 立花慎之介            |
| ディアヴァル                 | サム・ライリー                    | 阪口周平              |
| ノットグラス                 | イメルダ・スタウントン            | 福田彩乃 （一人三役） |
| シスルウィット               | ジュノー・テンプル                | 福田彩乃 （一人三役） |
| フリットル                   | レスリー・マンヴィル              | 福田彩乃 （一人三役） |
| 子供のマレフィセント         | エラ・パーネル イソベル・モロイ   | 松浦愛弓              |
| 子供のステファン             | トビー・レグボ マイケル・ヒギンズ | 阿久津秀寿            |
| 幼いオーロラ                 | ヴィヴィアン・ジョリー＝ピット    | 来栖世津              |
| 子供のオーロラ               | エレノア・ワージントン・コックス  | 太田美来瑠            |
| ヘンリー王                   | ケネス・クラナム                  | 勝部演之              |
| ヘンリー王の側近             | アンガス・ライト                  | -                     |
| ウラ女王                     | ミランダ・リチャードソン          | -                     |
| キンロック王                 | ピーター・キャパルディ            | -                     |
| 大人のオーロラ［ナレーター］ | ジャネット・マクティア            | 萩尾みどり            |
| 青い妖精                     |                                   | 藪内裕友実            |
| ムーアの生き物女1            |                                   | むらやま真衣          |
| 将軍                         |                                   | 仲野裕                |
| 中尉                         |                                   | 花輪英司              |
| レイラ                       | ハンナ・ニュー                    | 勝島乙江              |
| 大尉                         |                                   | 白熊寛嗣              |
| 召使1                        |                                   | 山口知靖              |
| 監督官                       |                                   | 水野龍司              |
| 兵士1                        |                                   | 間宮康弘              |
| 兵士2                        |                                   | 宮本崇弘              |
| 兵士3                        |                                   | 大塚史貴              |
| 兵士4                        |                                   | 古屋家臣              |
| 兵士5                        |                                   | 野村尚一              |
| 兵士6                        |                                   | 中村章吾              |
| 兵士7                        |                                   | 唐沢龍之介            |
| 兵士8                        |                                   | 佐久間元輝            |
| 兵士9                        |                                   | 丸田光                |
| 兵士10                       |                                   | 高橋賢史              |
| 兵士11                       |                                   | 奥田啓人              |
| 兵士12                       |                                   | 松島昭浩              |
| 兵士13                       |                                   | 新垣樽助              |
| 女中1                        |                                   | 井上祐子              |
| 女中2                        |                                   | 伊沢磨紀              |
| 女中3                        |                                   | 小舘絵梨              |
| 洗濯女1                      |                                   | 品田美穂              |
| 洗濯女2                      |                                   | 長尾明希              |
| 戴冠式の女性                 |                                   | 土井真理              |
| 農民1                        |                                   | テリー伊藤            |
| レイラの召使                 |                                   | 近藤クミコ            |
| エンドクレジットボーカル     |                                   | 大竹しのぶ            |

## 製作
2009年5月12日、ブラッド・バードの下でウォルト・ディズニーの『眠れる森の美女』を基とした実写映画が企画中であり、アンジェリーナ・ジョリー演じるマレフィセントの視点に書き直されていることが報じられた。2010年1月、 ティム・バートンが監督すると噂された。2011年5月、バートンは他のプロジェクトに集中するために降板し、ディズニーは代わりの監督を探し始め、映画『ハリー・ポッター』の最後の4作品でファンタジーを撮った経験があるデヴィッド・イェーツが潜在的な候補となっていることが報じられた。以前にバートンと共に『アリス・イン・ワンダーランド』で働き、ディズニーのアニメーション映画『美女と野獣』と『ライオン・キング』を手がけたリンダ・ウールヴァートンが脚本を執筆した。また本作が実写デビューとなるポール・ディニも共同で脚本を執筆した。アンジェリーナ・ジョリーは間違いなく興味を持っており、役割を果たしたいと述べた。2012年1月6日、アカデミー美術賞を2度受賞したロバート・ストロンバーグが監督を務めることが明らかとなった。プロデューサーにはリチャード・D・ザナックがオファーされていたが、亡くなってしまった。
シャールト・コプリーは男性主人公役としてキャスティングされた。『Heat Vision』はまた、イメルダ・スタウントン、ミランダ・リチャードソン、ケネス・クラナム、サム・ライリー、レスリー・マンヴィルの出演も報じた。『ハリウッド・リポーター』によると、スタウントンとマンヴィルは「オーロラ姫の世話をする3人の妖精のうち2人」を演じる。『Heat Vision』によるとエル・ファニングは前述の王女を演じる。ウラ女王役のリチャードソンは「マレフィセントの叔母であり、姪を嫌っている妖精の女王」を演じる。一方でクラナムは妖精の王国を征服する人間の王を演じ、またライリーは「人間の姿に変身できるマレフィセントの右腕のカラス」を務める。同ソースはまた、コプリーの役割を「人間の王の息子で人間と妖精のハーフ」であるステファンと説明した。当初の公開日は2014年7月2日に予定され、ウォルト・ディズニー・ピクチャーズが配給する。1億3000万から2億ドルの製作費をかけ、2012年6月18日にロンドンで始まり、セットとマレフィセントを演じるジョリーの写真が公開された。メイクアップはアカデミー賞を7度受賞したリック・ベイカーが務めた。ポストプロダクションは2012年10月5日に始まった。撮影はバッキンガムシャーの田舎町でも行われた。

### 再撮影
2013年10月10日、ジョン・リー・ハンコックは再撮影を行うストロンバーグを手伝った。ハンコックはちょうど、『ウォルト・ディズニーの約束』のポストプロダクション作業を終えたところであり、『スノーホワイト』で共同したプロデューサーのジョー・ロスから話を持ちかけられた。ロスは「我々は現場に来てくれるように彼に頼んだ。彼は監督はしない。彼は脚本を書き、我々が雇ったのは新人の監督であり、彼が現場に来るのは良いことだ」と述べた。ロスはなぜ「この大作映画を初心者監督に託したのか」と尋ねられると、彼はストロンバーグが『アリス・イン・ワンダーランド』と『アバター』でアカデミー美術賞を受賞したことを挙げた。ロスは「映画の見栄えはゴージャスであり、そして後半の75分（1時間15分）は本当に楽しめる」、「問題はこの8日間で再撮影される冒頭部分だ」と述べた。

### スタッフ
- 監督 - ロバート・ストロンバーグ
- 脚本 - リンダ・ウールヴァートン
- 製作 - ジョー・ロス（p.g.a.）
- 製作総指揮 - アンジェリーナ・ジョリー、マイケル・ヴィエイラ、ドン・ハーン、パラク・パテル、マット・スミス、サラ・ブラッドショウ
- 撮影 - ディーン・セムラー（A.C.S./ASC）
- プロダクション・デザイン - ゲイリー・フリーマン、ディラン・コール
- 編集 - クリス・レベンゾン（A.C.E.）リチャード・ピアソン（A.C.E.）
- 衣装デザイナー - アンナ・B.シェパード
- 音楽 - ジェームズ・ニュートン・ハワード
- シニア視覚効果監修 - キャリー・ヴィリエガス[33]

### 日本語版制作スタッフ
- 翻訳 - いずみつかさ
- 日本語詞または訳詞 - 麻衣
- 演出 - 向山宏志
- 音楽演出 - 市之瀬洋一
- 録音 - 上村利秋
- 調整 - Shepperton International
- 録音制作 - スタジオ・エコー
- キャスティングマネージャー - 伊藤千穂
- 制作監修 - 山本千絵子
- 日本語版制作 - DISNEY CHARACTER VOICES INTERNATIONAL, INC.

## マーケティング
2013年11月12日、ウォルト・ディズニー・ピクチャーズはオリジナル映画と同じ衣裳を身に纏ったジョリーをフィーチャーしたティーザーポスターを公開した。1本目の予告編はその翌日の11月13日に公開された。

## 公開
当初の北米公開日は2014年3月7日が予定されていたが、2014年7月2日に変更された。しかし、2013年9月18日、ピクサーの『The Good Dinosaur』（日本語題『アーロと少年』）の製作の遅れを理由に公開日は2014年5月30日に前倒しされた。

## 評価
2014年にFacebook上で話題になった映画トップ10が米Facebookから発表され、第4位にランクインした。
2015年のピープルズ・チョイス・アワードで、「気に入りの映画」部門、「お気に入りのファミリー映画」部門にて受賞。

### 興行収入

#### 北米
北米では2014年5月29日（木曜日）の深夜に先行公開が始まり、約420万ドルを稼いだ。この数字は過去にディズニーが配給したファンタジー映画である『アリス・イン・ワンダーランド』（約390万ドル）や『オズ はじまりの戦い』（約200万ドル）を上回るものだった。そして、5月30日（金曜日）には2420万ドルを稼ぎ出した。最終的に本作は公開初週末に3948館で公開され、6940万ドルを稼ぎ出し、週末興行収入ランキング初登場1位となった。アンジェリーナ・ジョリー主演作としては最高のオープニングを記録し、彼女の人気が根強いものであることを証明した。また、観客の50％以上は女性であった。
公開2週目の週末（6月6日～8日）には週末興行収入ランキング1位の座をヤングアダルト映画『The Fault in our Stars』に明け渡したものの、3430万ドルを稼ぎ出し2位となった。この数字は6月6日に公開されたトム・クルーズ主演の『オール・ユー・ニード・イズ・キル』（2880万ドル）を上回るものであった。
2014年7月20日現在、本作は北米で2億2600万ドルを稼ぎ出している。

#### 日本
日本においては、2014年7月5日に全国643スクリーンで公開され、幅広い世代の観客を集めた。そして、公開初週に50万837人を動員し、興行収入6億9167万8400円を記録し初登場1位となった。これにより、『アナと雪の女王』の連続1位は10週連続で途切れた。
公開2週目には43万4129人（前週比約85％）を動員し、6億455万6200円を稼ぎ出し、週末興行収入ランキング1位を維持した。
8月10日（公開37日間）時点で、洋画実写作品としては『レ・ミゼラブル』以来となる興行収入50億を越えた。

## テレビ放映
| 回数 | 放送局     | 放送枠          | 放送日       | 放送時間    | 放送分数 | 吹替版     | 平均世帯 視聴率 | 備考         |
| ---- | ---------- | --------------- | ------------ | ----------- | -------- | ---------- | --------------- | ------------ |
| 1    | 日本テレビ | 金曜ロードSHOW! | 2016年7月8日 | 21:00-22:54 | 114分    | 劇場公開版 | 13.9%           | 地上波初放送 |

- 地上波放送・関東地区のみ記載。
- 視聴率はビデオリサーチ調べ。関東地区でのデータ。